# Pholcus crypticolens
Pholcus crypticolens är en spindelart som beskrevs av Friedrich Wilhelm Bösenberg och Embrik Strand 1906. Pholcus crypticolens ingår i släktet Pholcus och familjen dallerspindlar. Inga underarter finns listade i Catalogue of Life.